# Parc national de Digya
Le parc national Digya est le deuxième plus grand parc national et la plus ancienne zone protégée au Ghana. Il est situé dans les régions d'Ashanti et de Brong-Ahafo. Il a été créé en 1909 et a obtenu le statut de parc national en 1971. Ce parc est le seul territoire ghanéen à avoir le lac Volta pour frontière.